# Ахмад Шах Масуд
Ахмад Шах Масуд (на дари: احمد شاه مسعود) е афганистански политически и военен лидер. Етнически таджик. Точните дата и място на неговото раждане не са изяснени.
По образование е строителен инженер. По време на съветската окупация (1979 – 1989) е един от лидерите на съпротивата на муджахидините, като ръководи таджикската фракция. След изтеглянето на съветските войски от страната войната продължава. В началото на август 1991 г. СССР спира военните доставки за просъветското правителство. В края на годината се заражда Северният алианс, в който най-голяма роля играят Шах Масуд и неговата таджикска фракция.
През март 1992 година Шах Масуд сключва съюз с ръководителя на узбекската фракция на муджахидините генерал Дустум за съвместни действия срещу тогавашния президент Мухамед Наджибула. Месец по-късно Кабул е превазет от муджахидините. Сваленият Наджибула се укрива в индийското посолство, след това в сградата на ООН в Кабул. През юли 1992 г. президент на Афганистан става Бурханудин Рабани, който е поддържан от Шах Масуд. В новосъздаденото правителство Ахмад Шах Масуд заема поста военен министър.

През декември 1992 г. пущунската фракция на муджахидините начело с Хекматиар бойкотира изборите, на които Бурханудин Рабани е утвърден за президент. Начало на разкола между муджахидините.
През март 1993 г. Афганистан е поделен на сфери на влияние: целият Юг с преобладаващо пущунско население е под контрола на Хекматиар, в централната част са хазарейците на Мазари, част от Запада с Херат са под контрола на Исмаил Хан и неговите шиити, в Севера и Мазар-и-Шариф се разпореждат узбеките на Дустум, в Североизтока влияние имат таджиките на Шах Масуд. Връзките с президента Раббани в Кабул запазва единствено Ахмад Шах Масуд. По-късно през годината Хекматиар е назначен за министър-председател с цел да се запази крехкото единство между муджахидините.
Февруари 1994 г. Дустум и Хекматиар започват военни действия против президента Бурханудин Рабани и Шах Масуд. В страната отново започва гражданска война, макар и с по-ниска интензивност. Този път тя е почти етническа. Всяка фракция отстоява своите интереси. Афганистан е напът да се разпадне – лидерите на фракциите дори водят дипломатически преговори със съседните държави. Точно това провокира появата на движението „Талибан“ начело с молла Омар през същата година в Юга на Афганистан. С поддръжката на пакистанските тайни служби талибаните набират голяма скорост и в края на 1994 г. вече воюват с всички фракции на муджахидините.
В първите месеци на 1995 г. талибаните вече контролират почти 45% от страната. Хекматиар е прокуден, Мазари е убит. Ахмад Шах Масуд, Исмаил Шах и Дустум възраждат Северния алианс, като правят коалиция против движението „Талибан“. Натискът от страна на талибаните е голям – Херат пада и Исмаил Шах бяга в Иран. Кабул едва е удържан от муджахидините след големите офанзиви на талибаните през март и октомври.
През първата половина на 1996 г. почти 70% от Афганистан е под властта на движението „Талибан“. В началото на септември талибаните превземат Джелалабад. На 27 септември 1996 година талибаните превземат Кабул, след което узурпират властта в Афганистан. Раббани бяга, а бившият президент Мухамед Наджибула е измъчван и обесен. В края на годината талибаните вбиват клин между муджахидините на Дустум и Шах Масуд – общият фронт е пробит.
1997 г. Талибаните се справят с опита на Исмаил Хан да си отвоюва Херат, побеждават го и той е пленен. След това се справят с узбеките на Дустум и той бяга от страната. В края на годината започва офанзива срещу таджиките на Ахмад Шах Масуд. Неговото положение е много тежко.
1998 г. 95% от страната е под контрола на талибаните. Останалата територия е отбранявана с всички сили от Шах Масуд. Съседните държави от ОНД, Русия и Иран започват да подпомагат всячески муджахидините. В края на годината Шах Масуд контраатакува и си възвръща голяма част от Североизтока – почти 15% от страната. През следващите три години статуквото се запазва.
Дни преди атентатите от 11 септември 2001, на втория ден след изказването си пред Европейския парламент, е убит от противниците си – фалшив телевизионен екип от 2 „смъртници“ активира взрив, скрит в телевизионна камера.